# Flughafen Songwe

i7
i11
i13
Der Flughafen Songwe (IATA-Code: MBI, ICAO-Code: HTGW) ist ein Flughafen im südlichen Hochland von Tansania für die Regionen Songwe und Mbeya.

## Geschichte
Der Flughafen wurde als Ersatz für den direkt in der Stadt gelegenen Flughafen Mbeya errichtet und 2012 eröffnet. Er liegt rund 25 Kilometer südwestlich von Mbeya und wird auch als Flughafen Mbeya mit dem IATA-Code MBI bezeichnet, was zur Verwechslung mit dem aufgelassenen Flughafen in der Stadt Mbeya führt.

## Kenndaten
Der Flughafen wird von der staatlichen Behörde Tanzania Airports Authority (TAA) verwaltet.
- Abkürzungen: Der Flughafen hat den IATA-Code MBI und den ICAO-Code HTGW.
- Start- und Landebahn: Die asphaltierte Piste ist 3330 Meter lang und 45 Meter breit. Sie liegt in der Richtung 13/31 in einer Höhe von 1345 Meter über dem Meer.[2][3]

## Fluggesellschaften und Ziele
Air Tanzania und Precision Air fliegen täglich mehrmals nach Daressalam.

## Statistik
Das Passagieraufkommen und die Flugbewegungen der letzten Jahre waren:
| Jahr | Flugbewegungen | Passagiere |
| ---- | -------------- | ---------- |
| 2014 | 2.027          | 126.283    |
| 2015 | 1.913          | 133.774    |
| 2016 | 1.951          | 117.177    |
| 2017 | 1.959          | 118.884    |
| 2018 | 1.932          | 114.863    |
| 2019 | 1.416          | 78.658     |